# Ithryn Luin
Les Ithryn Luin (« Mages bleus » en sindarin) sont deux personnages du légendaire de l'écrivain britannique J. R. R. Tolkien. Ce sont des Istari, magiciens envoyés pour aider les peuples de la Terre du Milieu à lutter contre Sauron. L'absence presque totale d'informations à leur sujet s'explique par leur départ pour l'est de la Terre du Milieu, une région qui s'apparente à une terra incognita dans les écrits de Tolkien.

## Nom
Ithryn Luin signifie « Mages bleus » en sindarin. Ce nom fait référence à leurs robes de couleur bleu marine, de la même façon que Radagast est surnommé « le Brun », Saruman « le Blanc » et Gandalf « le Gris », puis « le Blanc ».

## Histoire
Le Seigneur des anneaux ne les évoque que de façon indirecte, lorsque Saruman parle des « baguettes des Cinq Magiciens ». Quelques années après la publication du Seigneur des anneaux, en 1958, Tolkien répond à une lectrice désireuse de connaître la couleur des deux derniers Mages en disant qu'il « ne sai[t] vraiment rien de clair au sujet des deux autres », et qu'il « croi[t] qu'ils sont partis en émissaires vers des régions éloignées, l'Est et le Sud […] en missionnaires des contrées « occupées par l'ennemi », si l'on peut dire ». Il indique également qu'il les « soupçonne d'avoir fondé ou initié des cultes secrets et des traditions « magiques » qui ont perduré après la chute de Sauron ».

## Conception et évolution
Tolkien prévoyait d'adjoindre au troisième tome du Seigneur des anneaux un index très détaillé, mais ce projet fut abandonné ; toutefois, l'entrée de cet index concernant les Istari a été publiée par Christopher Tolkien en 1980 dans Contes et légendes inachevés. C'est dans ce texte qu'apparaît le nom d'Ithryn Luin, « Mages Bleus », ainsi que la mention de leur destin inconnu : après leur départ pour l'Est en compagnie de Saruman et le retour de ce dernier, seul, « on ignore s'ils restèrent dans l'Est pour accomplir la mission qui leur avait été confiée, ou bien s'ils trouvèrent la mort, ou encore, comme le pensèrent certains, s'ils succombèrent aux machinations de Sauron, et furent par lui réduits en servitude ».
Christopher Tolkien publie avec ce texte plusieurs fragments peu lisibles datant apparemment des dernières années de la vie de Tolkien, dont un a trait à un Conseil des Valar, les puissances angéliques d'Arda. Tolkien y ébauche le récit du conseil durant lequel les Valar décident d'envoyer les Istari en Terre du Milieu, et il y mentionne un mage inconnu, Alatar, choisi par Oromë, qui emmène avec lui un certain Pallando « par amitié ». Sur une autre page, un tableau griffonné associe Alatar et Pallando à Oromë — Pallando ayant été auparavant associé à Mandos et Nienna. Christopher Tolkien spécule que, Oromë étant celui des Valar qui connaît le mieux les régions lointaines de la Terre du Milieu, il aurait pu y envoyer ses deux émissaires.
D'autres notes concernant les Mages Bleus ont été publiées, toujours par Christopher Tolkien, dans le douzième volume de l'Histoire de la Terre du Milieu, The Peoples of Middle-earth (1996). La première indique que l'existence des Mages Bleus était un secret gardé par leurs trois confrères. La seconde leur donne deux autres noms, Morinehtar, « Tueur de Ténèbres », et Rómestámo, « Secours de l'Est », et place leur arrivée en Terre du Milieu vers l'an 1700 du Second Âge, en même temps que Glorfindel réincarné (dans Le Seigneur des anneaux, les Mages sont dits avoir débarqué vers 1000 T.A.). Cette note explique en outre que leur tâche consistait à assister les rares Hommes de l'Est qui n'étaient pas soumis à Sauron et de semer la zizanie parmi les Orientais, et leur attribue une importance capitale sur l'histoire de la Terre du Milieu : en affaiblissant et distrayant l'Est, ils ont évité aux Eldar et aux Dúnedain de succomber sous le nombre.

## Adaptations
Dans le film Le Hobbit : Un voyage inattendu, Gandalf précise qu'il existe deux mages bleus, mais indique qu'il a oublié leur nom ; cet oubli est en réalité une astuce des scénaristes pour contourner les droits d'auteur.